# Foster's

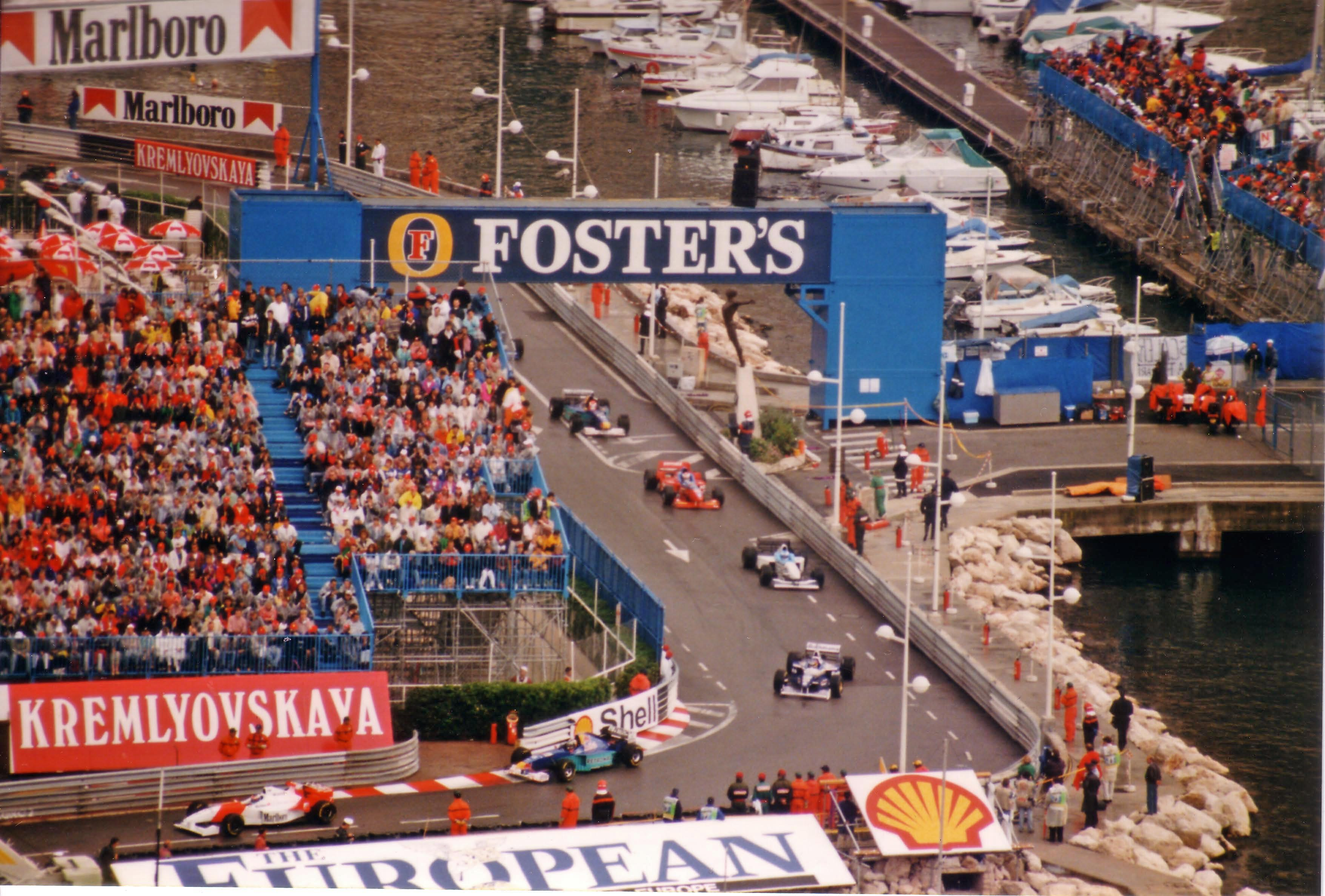
Publicité lors du Grand Prix de Monaco en 1996

Foster's est une marque de bière créée en 1888, brassée originellement en Australie par les prédécesseurs de l'actuel Foster's Group. Actuellement les droits sur la marque sont partagés dans le monde entre différents groupes, dont le Foster's group, le groupe Heineken et le groupe SABMiller, le groupe Molson Coors ; la bière elle-même est produite dans différentes brasseries appartenant à ces groupes.
Il s'agit d'une bière de type lager, blonde, titrant entre 4 et 5 degrés selon les pays.